# Canton de Vezzani
Le canton de Vezzani est une ancienne division administrative française, située dans le département de la Haute-Corse et la collectivité territoriale de Corse.

## Géographie
Ce canton était organisé autour de Vezzani dans l'arrondissement de Corte. Son altitude variait de 5 m pour Antisanti à 1 532 m pour Vezzani, avec une moyenne de 586 m.

## Histoire
- De 1833 à 1848, les cantons de Prunelli et de Vezzani avaient le même conseiller général. Le nombre de conseillers généraux était limité à 30 par département[1].

- Une loi du 20 avril 1861 détache du canton les quatre communes de Ghisoni, Ghisonaccia, Lugo-di-Nazza et Poggio-di-Nazza, qui forment le canton de Ghisoni.

- Il est supprimé par le décret du 26 février 2014 qui entre en vigueur lors des élections départementales de mars 2015[2]. Il est englobé dans les cantons de Ghisonaccia et de Fiumorbo-Castello, créés en 2015.

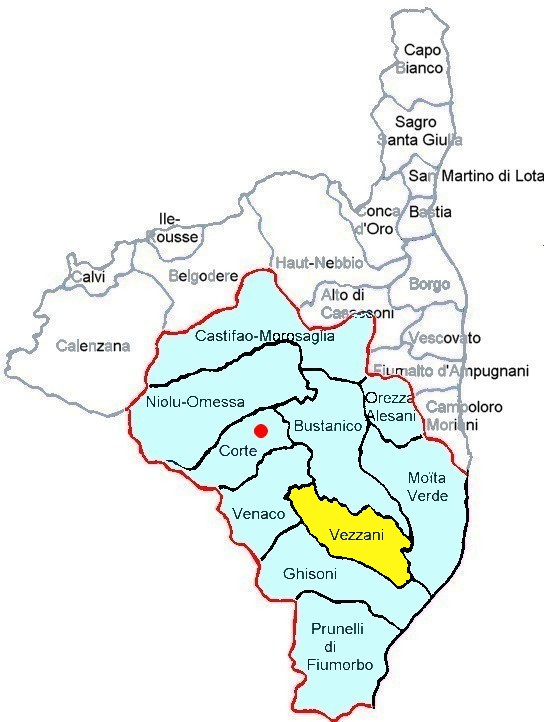
Localisation du canton de Vezzani avant 2015 (en jaune), dans l'arrondissement de Corte (en bleu).

## Représentation

### Conseillers généraux de 1833 à 2015
| Période         | Période                             | Identité                                                   | Étiquette           | Qualité |
| --------------- | ----------------------------------- | ---------------------------------------------------------- | ------------------- | --- |
| 1833            | 1848                                | Antoine Pompée Laurelli (1795-1865)                        |                     | Capitaine aux voltigeurs corses en retraite Isolaccio-di-Fiumorbo |
| 1848            | 1852 (décès)                        | Jean Frédéric Grazietti (1817-1852)                        |                     | Docteur en médecine et propriétaire, maire de Vezzani |
| 1852            | 1891 (décès)                        | Pierre François Gustave Grazietti                          |                     | Propriétaire et médecin - Capitaine en retraite à Vezzani Maire de Vezzani (1862-1870)                                                                                            |
| 1892            | 1901                                | Ange-Marie Muracciole                                      | Gauche démocratique | Entrepreneur de travaux publics Maire de Muracciole (1892-1904) Sénateur (1892-1904) Élu dans le canton de Vico                                                                   |
| 1901            | 1907                                | Formoso Giacobbi (1849-?)                                  | Républicain         | Magistrat, maire de Venaco (1879-1919) |
| 1907            | 1913                                | Jean-Baptiste Battesti                                     | Républicain         | Huissier à Moïta Maire de Noceta |
| 1913            | 1925                                | Jean Griscelli                                             | Rad.                | Maire de Vezzani |
| 1925            | 1927 (invalidation)                 | Paul Giacobbi                                              | Rad.                | Avocat Maire de Venaco Sénateur (1939-1945) |
| 1927            | 1928                                | Jean Griscelli                                             | Rad.                | Maire de Vezzani |
| 1928            | 1940                                | Paul Giacobbi                                              | Rad.                | Avocat Maire de Venaco Sénateur (1939-1945) |
|                 |                                     |                                                            |                     | |
| 1945            | 1951 (décès)                        | Paul Giacobbi                                              | Rad.                | Avocat Maire de Venaco Sénateur (1939-1945) Président du Conseil général (1945-1947 et 1948-1951)                                                                                 |
| 1951            | 1966 (élu dans le Canton de Venaco) | François Giacobbi                                          | Rad.                | Député (1956-1958) Ancien sous-secrétaire d'État |
| 6 novembre 1966 | 1970                                | Jules Castellani (1901-1971)                               | UDR                 | Planteur, propriétaire à Noceta Député de Madagascar (1946-1951) |
| 1970            | 1976                                | Antoine Marie Pagni de Perelli (Antoine Pagni) (1926-2003) | UDR                 | Contrôleur Général de l'EDF Conseiller de Charles Pasqua Maire de Pietroso Conseiller général du Canton de Wassigny (Aisne) (1991-2001)                                           |
| 1976            | 2008                                | Alexandre Alessandrini                                     | MRG puis PRG        | Agent technique à la Direction départementale de l'agriculture et de la forêt Conseiller régional Maire d'Antisanti jusqu'en 2008 Suppléant du député Jean-Paul Luisi (1981-1986) |
| 2008            | 2015                                | Paul-Jean Peraldi                                          | Démocrates -PRG     | Chef d'entreprise retraité Maire de Rospigliani |

### Conseillers d'arrondissement (de 1833 à 1940)
| Période                                  | Période          | Identité                             | Étiquette | Qualité |
| ---------------------------------------- | ---------------- | ------------------------------------ | --------- | --- |
| 1833                                     |                  | Giuseppe Maria Pieri (1780-1846)     |           | Juge de paix, propriétaire à Ghisoni                                                                        |
|                                          |                  |                                      |           | |
|                                          | 1843 (démission) | M. Rusterucci                        |           | |
| 1843                                     |                  | Pierre-Félix Lucciardi               |           | Propriétaire, maire d'Antisanti, suppléant du juge de paix                                                  |
|                                          |                  |                                      |           | |
| 1852                                     | 1864             | Régulus Griscelli                    |           | Maire de Vezzani                                                                                            |
| 1864                                     | 1870             | Ange-Pierre Griscelli                |           | Propriétaire à Vezzani                                                                                      |
| 1870                                     |                  | M. Pantalacci                        |           | |
| avant 1877                               |                  | Frédéric-Eugène Carlotti (1845-1911) |           | Médecin, maire de Pietroso                                                                                  |
|                                          |                  |                                      |           | |
| 1895                                     |                  | Ange Joseph Vincensini               |           | Juge de paix à Vezzani                                                                                      |
|                                          |                  |                                      |           | |
| 1934                                     | 1940             | M. Baldovini                         |           | |
| 1940                                     |                  |                                      |           | Les conseils d'arrondissement ont été suspendus par la loi du 12 octobre 1940 et n'ont jamais été réactivés |
| Les données manquantes sont à compléter. |                  |                                      |           | |

## Composition
Le canton de Vezzani comprenait sept communes et comptait 1 427 habitants en 2012 (population municipale).
| Communes    | Population (2012) | Code postal | Code Insee |
| ----------- | ----------------- | ----------- | ---------- |
| Aghione     | 245               | 20270       | 2B002      |
| Antisanti   | 418               | 20270       | 2B016      |
| Casevecchie | 68                | 20270       | 2B075      |
| Noceta      | 54                | 20219       | 2B177      |
| Pietroso    | 287               | 20242       | 2B229      |
| Rospigliani | 78                | 20219       | 2B263      |
| Vezzani     | 300               | 20242       | 2B347      |

## Démographie
| 1962  | 1968  | 1975  | 1982  | 1990  | 1999  | 2006  | 2011  | 2012  |
| ----- | ----- | ----- | ----- | ----- | ----- | ----- | ----- | ----- |
| 1 368 | 1 608 | 1 765 | 1 899 | 1 629 | 1 450 | 1 402 | 1 415 | 1 427 |